# 투자자본수익률
투자자본수익률(投資資本收益率, return on investment)은 투자자의 어떤 자원 투자로 인해 얻어진 이익을 말한다. 높은 투자자본수익률은 투자가 투자비용 대비 좋은 성과를 낸다는 뜻이다. ROI는 얼마나 효율적으로 투자가 이뤄졌는지, 다양한 투자 방법간에 효율성을 측정하는데 쓰인다. 경제학 용어로 투자 자본이 수익과 어떤 관련이 있는지 나타내는데 쓰인다.

## 목적
사업에서 투자자본수익률을 측정하는 이유는, 얼마의 투자로인해 얼마의 수익을 얻었는지를 확인하고, 앞으로의 투자가 계속돼야할지 아닐지에 대한 여부를 결정하는데 사용하기 위해서이다. 또 다양한 투자계획간에 비교할 수 있는 지표가 되어, 투자자본수익률이 높은 계획이 더 높은 우선순위를 갖게한다.

## 같이 보기
- 내부수익률
- 주가수익률
- 자기자본이익률
- 관계 마케팅